# Recalentamiento (economía)
En terminología económica, se entiende por recalentamiento de la economía de un país cuando su capacidad productiva no puede seguir el ritmo de una creciente demanda agregada. Se caracteriza generalmente por un crecimiento por encima de la tendencia normal del crecimiento económico, a una tasa no sostenible. Periodos de crecimiento económico acelerado generalmente van seguidos de periodos de recalentamiento de la economía.

## Causas
La causa del recalentamiento es un alto nivel de demanda agregada, generalmente prolongado en el tiempo. Si la demanda agregada excede la oferta agregada, entonces la demanda por bienes debe ser compensada mediante el sobre empleo de recursos. Esto se lleva a cabo mediante el empleo de trabajadores para jornadas extras o usando maquinaria más allá de las horas de trabajo recomendadas. Este tipo de producción es considerado como insostenible porque el sobre empleo no puede mantenerse indefinidamente.
La alta demanda por bienes también puede compensarse mediante el aumento de la importación maquinarias, mercancías y productos. En este caso el recalentamiento se produciría si la infraestructura de transporte y comunicaciones se saturara y fuera insuficiente para permitir la llegada de bienes y productos a los centros de consumo. La infraestructura de transporte de bienes consiste en aeropuertos de carga, puertos marítimos y fluviales, carreteras, ferrocarriles, oleoductos y redes de transporte de energía. La infraestructura de comunicaciones está formada por las redes telefónicas y de información.

## Efectos
El recalentamiento es generalmente precedido por niveles de crecimiento económico por debajo del crecimiento promedio. Una inflación halada por la demanda ocurre porque los proveedores tratan de capitalizar en el exceso de una demanda que no se puede satisfacer debido a los limitantes existentes en la producción. Los altos precios tienden a reducir la demanda agregada y las exportaciones (puesto que los bienes se vuelven más caros) llevando a una reducción del consumo. Los bancos centrales a menudo tratan de ajustar simultáneamente la política monetaria como respuesta a las presiones inflacionarias, reduciendo el gasto de inversión, lo que en combinado con una reducción del consumo puede llevar a recesión económica.